# Poměr signálu a šumu
Poměr signálu k šumu ( SNR nebo S / N ) je míra používaná ve vědě a strojírenství, která porovnává úroveň požadovaného signálu s úrovní šumu v pozadí. SNR je definován jako poměr výkonu signálu k výkonu šumu, často vyjádřený v decibelech . Poměr vyšší než 1: 1 (větší než 0 dB) označuje více signálu než šumu.
SNR, šířka pásma a kapacita komunikačního kanálu jsou spojeny Shannon-Hartleyovou větou , která udává maximální přenosovou rychlost komunikačního kanálu.

## Definice
Poměr signálu k šumu je definován jako poměr síly signálu (smysluplného vstupu) k síle šumu pozadí (nesmyslného nebo nežádoucího vstupu):
{\displaystyle \mathrm {SNR} ={\frac {P_{\mathrm {signal} }}{P_{\mathrm {noise} }}},}
kde Psignal je průměrný výkon signálu. Výkon signálu i šumu musí být měřen ve stejných nebo ekvivalentních bodech systému a ve stejné šířce pásma systému.

Signál a šum musí být měřeny stejným způsobem, například jako napětí na stejné impedanci . SNR lze alternativně zapsat v poměru:
{\displaystyle \mathrm {SNR} ={\frac {P_{\mathrm {signal} }}{P_{\mathrm {noise} }}}=\left({\frac {A_{\mathrm {signal} }}{A_{\mathrm {noise} }}}\right)^{2},}
kde A je amplituda odmocniny (RMS) (například napětí RMS).

### Decibely
Protože mnoho signálů má velmi široký dynamický rozsah, signály se často vyjadřují pomocí logaritmické decibelové stupnice. Na základě definice decibelů lze signál a šum vyjádřit v decibelech (dB) jako
{\displaystyle P_{\mathrm {signal,dB} }=10\log _{10}\left(P_{\mathrm {signal} }\right)}
a
{\displaystyle P_{\mathrm {noise,dB} }=10\log _{10}\left(P_{\mathrm {noise} }\right).}
Podobným způsobem lze SNR vyjádřit v decibelech jako
{\displaystyle \mathrm {SNR_{dB}} =10\log _{10}\left(\mathrm {SNR} \right).}